# Noche de los Tanques
A Noche de los Tanques ou el Tanquetazo foi um episódio militar ocorrido na Venezuela em 26 de outubro de 1988, durante o governo de Jaime Lusinchi, enquanto este se encontrava fora do país e pouco antes das eleições gerais venezuelanas, quando uma coluna de 26 veículos blindados Dragon (V-100) foram mobilizados de Fuerte Tiuna para a área do Palácio de Miraflores, no centro de Caracas, sem motivo aparente.
O major do exército que ordenou a mobilização, Soler Zambrano, alegou que estava cumprindo ordens de superiores com o objetivo de salvaguardar a segurança do presidente em exercício, Simón Alberto Consalvi, mas relatórios de inteligência posteriores indicaram que a mobilização consistiu em um golpe de Estado frustrado.

## Acontecimentos
Em 26 de outubro de 1988, quando o presidente Jaime Lusinchi estava no exterior, em missão oficial no Uruguai, e o ministro do Interior, Simón Alberto Consalvi, ocupava a presidência, o Major do Exército José Domingo Soler Zambrano mobilizou uma coluna de 26 veículos blindados Dragón (V-100) do Batalhão Ayala às 7 da noite, do Fuerte Tiuna em direção à área do Palácio de Miraflores no centro de Caracas, até a esquina de Carmelitas na Avenida Urdaneta, sem motivo aparente.
Os tanques ocuparam posições estratégicas em torno da sede do Ministério das Relações Interiores sob o comando do capitão Echeverría, e outra coluna assumiu a residência presidencial de La Viñeta. Consalvi, que ficou surpreso com a mobilização, estava despachando na sede do ministério. O capitão Echeverría informou-o de que a presença dos tanques ali era para "dar proteção ao presidente em exercício". Consalvi contatou imediatamente o ministro da Defesa, general Italo del Valle Alliegro, que, igualmente surpreso, ordenou a retirada dos tanques que haviam tomado tanto o Ministério do Interior quanto a residência presidencial de La Viñeta, bem como a prisão preventiva do major Soler e dos capitães que comandavam as colunas de tanques.

## Investigação
Tendo realizado a mobilização, o Major Soler Zambrano violou todos os protocolos e procedimentos estabelecidos para a realização de qualquer operação militar, que requer uma série de confirmações por radiogramas criptografados, ordens diretas e escritas e outras medidas de segurança. Soler foi imediatamente submetido a um julgamento militar e interrogado durante vários dias sobre os motivos para ordenar a mobilização dos tanques, respondendo que obedecia a ordens dadas por telefone pelo inspetor-geral e subcomandante do exército, major-general Juan José Bastardo Velásquez, que negou ser o autor do despacho.
Poucos dias depois dos eventos, ocorreu o massacre de El Amparo, que atraiu atenção nacional, e posteriormente o ministro da Defesa ordenou o arquivamento da Noche de los Tanques, por isso, não foram realizadas mais diligências, declarações ou novas prisões relacionadas aos fatos. O candidato Carlos Andrés Pérez assumiria a presidência em 1989, e logo após o início de seu mandato teria que enfrentar o Caracazo, motivo pelo qual não se deu mais atenção aos acontecimentos. O episódio foi respondido com indiferença, nenhuma investigação mais aprofundada foi realizada a esse respeito e nenhuma medida disciplinar foi tomada no exército em resposta. Mais tarde, os conspiradores das tentativas de golpe de Estado de 1992 seriam implicados na Noche de los Tanques, incluindo Hugo Chávez.

## Motivos
Segundo o Major Soler, a mobilização dos tanques ocorreu devido a uma suposta informação sobre um complô contra a vida de Consalvi. Relatórios de inteligência posteriores indicaram que a mobilização consistia em um golpe de Estado frustrado. Segundo o general Herminio Fuenmayor, a Noche de los Tanques foi uma tentativa fracassada de alguns oficiais de assegurar promoções rapidamente. De acordo com Fuenmayor, os conspiradores teriam usado um major do exército para mobilizar os tanques, para poder alegar violações de protocolos de segurança e depois apostar na eliminação de duas promoções militares inteiras; a demissão em massa teria sido semelhante à ocorrida na União Soviética, depois que Mathias Rust pousou seu avião na Praça Vermelha de Moscou. Ao livrar-se de duas promoções de generais, os conspiradores passariam a ocupar postos de comando.